# Javier Parrondo Babarro
Javier Parrondo Babarro (Madrid, 12 de noviembre de 1977) es un diplomático español. Desde diciembre de 2024 es el embajador de España en Paraguay.

## Biografía
Nacido en Madrid en 1977, se licenció en Derecho por la Universidad Carlos III de Madrid, e ingresó en la Carrera Diplomática en 2004.
Ha sido el responsable del Departamento de Cooperación con el Mundo Árabe y Asia, en la Agencia Española de Cooperación Internacional para el Desarrollo (AECID), colaborando así en el diseño y ejecución de la política de cooperación al desarrollo española en norte de África, Oriente Próximo y Asia.
También ha sido Cónsul Adjunto en el Consulado General de España en Jerusalén, y anteriormente estuvo destinado en la Representación Permanente de España ante las Naciones Unidas con sede en Ginebra, y en las Embajadas de Hanoi (Vietnam) y Kabul (Afganistán).
En Madrid ha trabajado en el Gabinete del Secretario de Estado de Asuntos Exteriores y para Iberoamérica, y en la Subdirección General de Oriente Próximo.
Desde octubre de 2019 ha sido director general de Casa Asia y gobernador de España en ASEF (Fundación Asia-Europa).